# Mark Billingham
Mark Philip David, Billingham (* 2. července 1961) je anglický spisovatel, herec, televizní scenárista a komik, jehož detektivky „Tom Thorne“ jsou jedny z nejprodávanějších v tomto žánru.

## Život
Mark Billingham strávil prvních dvacet let svého života v Birminghamu. Kde byl u zrodu divadelní společnosti Bread & Circuses, se kterou vystupoval ve školách, uměleckých centrech a na ulici. V polovině osmdesátých let se přestěhoval do Londýna, kde získal divadelní angažmá. Několik let se plně věnoval herectví, můžeme ho znát z epizodních rolí v seriálech Dempsey and Makepeace, Juliet Bravo, Boon a nebo The Bill.
Pak přišel rok Billinghamův osudný rok 2001, kdy odeslal do jednoho londýnského nakladatelství rukopis své prvotiny s názvem Smrtící oběť...
Kniha okamžitě vystřelila na všechny žebříčky nejprodávanějších knih v Británii a byla přeložena do řady jazyků. 
Mark žije v severním Londýně se svou ženou a dvěma dětmi.

### Tom Thorne
- Sleepyhead (Little, Brown & Company [Aug 2001]) ISBN 0-316-85697-5
  - William Morrow US [Jul 2002] ISBN 0-06-621299-5
- Scaredy Cat (Little, Brown & Company [Jul 2002]) ISBN 0-316-85954-0
  - Time Warner UK [Nov 2002] ISBN 0-356-23206-9
  - William Morrow US [Jun 2003] ISBN 0-06-621300-2
- Lazybones (Little, Brown & Company [Jul 2003]) ISBN 0-316-72493-9 ; ISBN 0-316-72494-7
  - William Morrow US (Jun 2004) ISBN 0-06-056085-1
- The Burning Girl (Little, Brown & Company [Jul 2004]) ISBN 0-316-72574-9
  - William Morrow US (Jun 2005) ISBN 0-06-074526-6
- Lifeless (Little, Brown & Company [May 2005]) ISBN 0-316-72752-0
  - Scorpion Press [Jun 2005] ISBN 1-873567-70-7
  - William Morrow US [Sep 2006] ISBN 0-06-084166-4
- Buried (Little, Brown & Company [May 2006]) ISBN 0-316-73050-5
  - Orbit [May 2006] ISBN 0-356-24410-5
  - (HarperCollins (Aug 2007)) ISBN 0-06-125569-6
- Death Message (Little, Brown & Company [Aug 2007]) ISBN 0-316-73052-1
- Bloodline (Little, Brown & Company Aug 2009) ISBN 978-1-4087-0067-9
- From the Dead (Little, Brown & Company Aug 2010) ISBN 978-1-4087-0075-4
- Good as Dead (Little, Brown & Company Aug 2011) ISBN 978-1-84744-419-6
  - Retitled US The Demands (Mulholland Books Jun 2012) ISBN 978-0-316-12663-2
- The Dying Hours (2013)
- The Bones Beneath (2014)
- Time of Death (2015)
- Love Like Blood (2017)